# العلاقات الفرنسية الفنزويلية
العلاقات الفرنسية الفنزويلية هي العلاقات الثنائية التي تجمع بين فرنسا وفنزويلا.

## مقارنة بين البلدين
هذه مقارنة عامة ومرجعية للدولتين:
| وجه المقارنة                                              | فرنسا                                                    | فنزويلا                                  |
| --------------------------------------------------------- | -------------------------------------------------------- | ---------------------------------------- |
| المساحة (كم2)                                             | 643.80 ألف                                               | 916.45 ألف                               |
| عدد السكان (نسمة)                                         | 67.12 مليون                                              | 28.87 مليون                              |
| الكثافة السكانية (ن./كم²)                                 | 104.26                                                   | 31.5                                     |
| العاصمة                                                   | باريس                                                    | كاراكاس                                  |
| اللغة الرسمية                                             | لغة فرنسية                                               | اللغة الإسبانية، لغة الإشارة الفنزويلية ‏ |
| العملة                                                    | يورو، فرنك س ف ب، فرنك فرنسي، Livre tournois ‏            | بوليفار فنزويلي                          |
| الناتج المحلي الإجمالي (بليون دولار)                      | 2.58 تريليون                                             | 482.36 مليار                             |
| الناتج المحلي الإجمالي (تعادل القوة الشرائية) بليون دولار | 2.87 تريليون                                             |                                          |
| الناتج المحلي الإجمالي الاسمي للفرد دولار أمريكي          | 36.20 ألف                                                |                                          |
| الناتج المحلي الإجمالي للفرد دولار أمريكي                 | 39.33 ألف                                                |                                          |
| مؤشر التنمية البشرية                                      | 0.888                                                    | 0.762                                    |
| رمز المكالمات الدولي                                      | +33                                                      | +58                                      |
| رمز الإنترنت                                              | .fr، .bzh ‏، .tf، .re، .wf، .yt، .pm، .paris              | .ve                                      |
| المنطقة الزمنية                                           | أوروبا/باريس ‏، توقيت وسط أوروبا، توقيت وسط أوروبا الصيفي | 00                                       |

## مدن متوأمة
في ما يلي قائمة باتفاقيات التوأمة بين مدن فرنسية وفنزويلية:
- ترتبط شوليه مع Araya, Venezuela [الإنجليزية]‏ باتفاقية توأمة منذ 1985.

## منظمات دولية مشتركة
يشترك البلدان في عضوية مجموعة من المنظمات الدولية، منها:
| علم المنظمة | اسم المنظمة                        | تاريخ انضمام فرنسا | تاريخ انضمام فنزويلا |
| ----------- | ---------------------------------- | ------------------ | -------------------- |
|             | يونسكو                             | 4 نوفمبر 1946      | 25 نوفمبر 1946       |
|             | وكالة ضمان الاستثمار متعدد الأطراف | 28 ديسمبر 1989     | 9 مايو 1994          |
|             | الأمم المتحدة                      | 24 أكتوبر 1945     | 15 نوفمبر 1945       |
|             | الاتحاد البريدي العالمي            | ?                  | ?                    |
|             | البنك الدولي للإنشاء والتعمير      | 27 ديسمبر 1945     | 30 ديسمبر 1946       |
|             | المنظمة الهيدروغرافية الدولية      | ?                  | ?                    |
|             | الاتحاد الدولي للاتصالات           | 1866               | 13 أغسطس 1920        |
|             | منظمة حظر الأسلحة الكيميائية       | ?                  | ?                    |
|             | مؤسسة التمويل الدولية              | 20 يوليو 1956      | 28 ديسمبر 1956       |
|             | منظمة التجارة العالمية             | 1995               | ?                    |
|             | منظمة الشرطة الجنائية الدولية      | ?                  | ?                    |

## وصلات خارجية
- موقع وزارة الخارجية الفرنسية
- موقع وزارة الخارجية الفنزويلية